# 格雷奇
格雷奇（義大利語：Greci），是意大利阿韦利诺省的一个市镇。总面积30.58平方公里，人口789人，人口密度25.8人/平方公里（2009年）。ISTAT代码为064037。